# Tournoi d'ouverture du championnat du Panama de football 2009 II
Navigation
Saison précédente Saison suivante
Le Tournoi Apertura  2009 II est le sixième tournoi saisonnier disputé au Panama.
C'est cependant la 25e fois que le titre de champion du Panama est remis en jeu.
Lors de ce tournoi, le San Francisco FC a tenté de conserver son titre de champion du Panama face aux neuf meilleurs clubs panaméens.
Chacun des dix clubs participant était confronté deux fois aux neuf autres équipes. Puis les quatre meilleurs se sont affrontés lors d'une phase finale à la fin du tournoi.
Seulement une place était qualificative pour la Ligue des champions de la CONCACAF.

## Les 10 clubs participants
| \| Panama City : Alianza FC Chorrillo FC CD Plaza Amador Tauro FC Panama City Deportivo Árabe Unido Chepo FC Atlético Chiriquí Panama City San Francisco FC Sporting San Miguelito Panama City Atlético Veragüense \| Localisation des clubs. |
| Panama City : Alianza FC Chorrillo FC CD Plaza Amador Tauro FC Panama City Deportivo Árabe Unido Chepo FC Atlético Chiriquí Panama City San Francisco FC Sporting San Miguelito Panama City Atlético Veragüense                               |

| Club                     | Stade                         | Capacité | Ville                |
| Alianza FC               | Stade Camping Resort          | 1 500    | Panama City          |
| Deportivo Árabe Unido    | Stade Armando Dely Valdes     | 4 000    | Colón                |
| Chepo FC                 | Camp Luis Ernesto Tapia (es)  | 900      | Chepo                |
| Atlético Chiriquí        | Stade San Cristóbal           | 2 500    | David                |
| Chorrillo FC             | Stade Javier Cruz             | 2 500    | Panama City          |
| CD Plaza Amador          | Stade Javier Cruz             | 2 500    | Panama City          |
| San Francisco FC         | Stade Agustín Muquita Sánchez | 8 000    | La Chorrera          |
| Sporting San Miguelito   | Stade Bernardo Gil            | 300      | San Miguelito        |
| Tauro FC                 | Camp Luis Ernesto Tapia (es)  | 900      | Panama City          |
| Atlético Veragüense (en) | Stade Áristocles Castillo     | 2 500    | Santiago de Veraguas |

## Compétition
Le tournoi Apertura  se déroule de la même façon que le tournoi saisonnier précédent, en deux phases :
- La phase de qualification : les dix-huit journées de championnat.
- La phase finale : les matchs aller-retour allant des demi-finales à la finale.

### Phase de qualification
Lors de la phase de qualification les dix équipes affrontent à deux reprises les neuf autres équipes selon un calendrier tiré aléatoirement.
Les quatre meilleures équipes sont qualifiées pour les demi-finales.
Le classement est établi sur le barème de points classique (victoire à 3 points, match nul à 1, défaite à 0).
Le départage final se fait selon les critères suivants :
- Le nombre de points.
- Le nombre de points particulier.
- La différence de buts particulière.
- La différence de buts générale.
- Le nombre de buts marqué.

#### Classement
| Rang | Équipe                   | Pts | J  | G  | N | P  | Bp | Bc | Diff |
| ---- | ------------------------ | --- | -- | -- | - | -- | -- | -- | ---- |
| 1    | Deportivo Árabe Unido    | 38  | 18 | 11 | 5 | 2  | 28 | 12 | +16  |
| 2    | Atlético Chiriquí        | 35  | 18 | 11 | 2 | 5  | 36 | 26 | +10  |
| 3    | Tauro FC                 | 32  | 18 | 9  | 5 | 4  | 38 | 22 | +16  |
| 4    | Chorrillo FC             | 27  | 18 | 7  | 6 | 5  | 21 | 21 | 0    |
| 5    | San Francisco FC (T)     | 26  | 18 | 7  | 5 | 6  | 25 | 23 | +2   |
| 6    | Sporting San Miguelito   | 25  | 18 | 7  | 4 | 7  | 37 | 30 | +7   |
| 7    | CD Plaza Amador          | 24  | 18 | 7  | 3 | 8  | 26 | 30 | -4   |
| 8    | Chepo FC                 | 17  | 18 | 3  | 8 | 7  | 16 | 25 | -9   |
| 9    | Atlético Veragüense (en) | 13  | 18 | 3  | 4 | 11 | 22 | 36 | -14  |
| 10   | Alianza FC               | 9   | 18 | 1  | 6 | 11 | 12 | 36 | -24  |

| Légende : Qualifications et relégations | Légende : Qualifications et relégations |
| --------------------------------------- | --------------------------------------- |
|                                         | Qualifié pour les demi-finales          |
|                                         | (T) : Tenant du titre                   |

#### Matchs
| Résultats (▼dom., ►ext.)                                   | Ali | Ára | Chi | Ver | Che | Cho | Pla | San | Spo | Tau |
| Alianza FC                                                 |     | 0-0 | 1-2 | 1-4 | 0-0 | 1-1 | 2-1 | 2-2 | 0-2 | 0-2 |
| Deportivo Árabe Unido                                      | 3-0 |     | 2-1 | 4-2 | 1-0 | 2-1 | 3-1 | 1-1 | 2-0 | 2-0 |
| Atlético Chiriquí                                          | 3-1 | 2-1 |     | 4-0 | 3-0 | 1-0 | 4-2 | 2-0 | 3-0 | 0-2 |
| Atlético Veragüense (en)                                   | 0-0 | 0-0 | 1-2 |     | 1-1 | 0-1 | 3-0 | 0-1 | 1-0 | 3-5 |
| Chepo FC                                                   | 3-2 | 0-1 | 2-2 | 2-0 |     | 1-1 | 1-3 | 0-0 | 3-3 | 1-0 |
| Chorrillo FC                                               | 1-0 | 1-0 | 1-1 | 2-2 | 2-1 |     | 2-3 | 3-2 | 3-2 | 2-1 |
| CD Plaza Amador                                            | 1-1 | 0-2 | 2-1 | 4-2 | 2-0 | 0-0 |     | 2-1 | 3-4 | 0-0 |
| San Francisco FC                                           | 2-0 | 0-1 | 4-0 | 3-2 | 0-0 | 1-0 | 1-0 |     | 1-0 | 3-5 |
| Sporting San Miguelito                                     | 7-0 | 2-2 | 2-3 | 2-1 | 1-1 | 3-0 | 1-2 | 3-1 |     | 4-4 |
| Tauro FC                                                   | 2-1 | 1-1 | 5-2 | 4-0 | 3-0 | 0-0 | 2-0 | 2-2 | 0-1 |     |
| - Victoire à domicile - Match nul - Victoire à l'extérieur |     |     |     |     |     |     |     |     |     |     |

### Classement cumulatif
| Rang | Équipe                    | Pts | J  | G  | N  | P  | Bp | Bc | Diff |
| ---- | ------------------------- | --- | -- | -- | -- | -- | -- | -- | ---- |
| 1    | Tauro FC                  | 68  | 36 | 19 | 11 | 6  | 78 | 45 | +33  |
| 2    | Atlético Chiriquí         | 68  | 36 | 21 | 5  | 10 | 71 | 45 | +26  |
| 3    | Deportivo Árabe Unido (C) | 63  | 36 | 18 | 9  | 9  | 57 | 36 | +21  |
| 4    | San Francisco FC          | 59  | 36 | 17 | 8  | 11 | 54 | 39 | +15  |
| 5    | Chorrillo FC              | 59  | 36 | 15 | 14 | 7  | 53 | 38 | +15  |
| 6    | Sporting San Miguelito    | 53  | 36 | 15 | 8  | 13 | 65 | 49 | +16  |
| 7    | Chepo FC                  | 49  | 36 | 13 | 10 | 13 | 53 | 49 | +4   |
| 8    | CD Plaza Amador           | 31  | 36 | 9  | 4  | 23 | 39 | 86 | -47  |
| 9    | Atlético Veragüense (en)  | 26  | 36 | 6  | 8  | 22 | 42 | 80 | -38  |
| 10   | Alianza FC                | 20  | 36 | 3  | 11 | 22 | 34 | 79 | -45  |

| Légende : Qualifications et relégations | Légende : Qualifications et relégations                            |
| --------------------------------------- | ------------------------------------------------------------------ |
|                                         | Qualifié pour le barrage de relégation en Liga Nacional de Ascenso |
|                                         | (C) : Vainqueur des deux tournois de l'année                       |

### Barrage de relégation
| Club       | Aller | Retour | Club              | Commentaire |
| Alianza FC | 1-1   | 1-0    | Río Abajo FC (en) |             |

### La phase finale
Les quatre équipes qualifiées sont réparties dans le tableau final d'après leur classement général.
En cas d'égalité sur la somme des deux matchs, c'est l'équipe ayant marqué le plus de buts à extérieur qui l'emporte puis une prolongation et une séance de tirs au but ont éventuellement lieu.

#### Tableau
|  | 1/2 finale            | 1/2 finale            | 1/2 finale | 1/2 finale | 1/2 finale | 1/2 finale |                       |                       | Finale | Finale | Finale | Finale | Finale |  |
|  |                       |                       |            |            |            |            |                       |                       |        |        |        |        |        |  |
|  |                       |                       |            |            |            |            |                       |                       |        |        |        |        |        |  |
|  |                       |                       |            |            |            |            |                       |                       |        |        |        |        |        |  |
|  | Deportivo Árabe Unido | Deportivo Árabe Unido | (1)        | 0          | 3          | 1          |                       |                       |        |        |        |        |        |  |
|  | Deportivo Árabe Unido | Deportivo Árabe Unido | (1)        | 0          | 3          | 1          |                       |                       |        |        |        |        |        |  |
|  | Chorrillo FC          | Chorrillo FC          | (4)        | 3          | 0          | 0          |                       |                       |        |        |        |        |        |  |
|  | Chorrillo FC          | Chorrillo FC          | (4)        | 3          | 0          | 0          | Deportivo Árabe Unido | Deportivo Árabe Unido | (1)    | 3      |        |        |        |  |
|  |                       |                       |            |            |            |            | Deportivo Árabe Unido | Deportivo Árabe Unido | (1)    | 3      |        |        |        |  |
|  |                       | Tauro FC              | Tauro FC   | (3)        | 2          |            |                       |                       |        |        |        |        |        |  |
|  | Atlético Chiriquí     | Atlético Chiriquí     | Tauro FC   | (3)        | 2          | (2)        | 0                     | 4                     |        |        |        |        |        |  |
|  | Atlético Chiriquí     | Atlético Chiriquí     |            |            |            | (2)        | 0                     | 4                     |        |        |        |        |        |  |
|  | Tauro FC              | Tauro FC              | (3)        | 3          | 4          |            |                       |                       |        |        |        |        |        |  |
|  | Tauro FC              | Tauro FC              | (3)        | 3          | 4          |            |                       |                       |        |        |        |        |        |  |

#### Demi-finales
| Club                  | Aller | Retour | Club         | Commentaire        |
| Deportivo Árabe Unido | 0-3   | 3-0    | Chorrillo FC | Prolongation : 1-0 |
| Atlético Chiriquí     | 0-3   | 4-4    | Tauro FC     |                    |

#### Finale
| 13 décembre 2009 | Deportivo Árabe Unido                                                       | 3:2   | Tauro FC                                      | Stade Agustín Muquita Sánchez |  |
|                  | Victor Rene Mendieta Junior 14e · Nahil Carroll 77e · Orlando Rodríguez 89e | (0:0) | Temistocles Pérez 28e · Temistocles Pérez 54e |                               |  |

## Bilan du tournoi
| Tableau d'Honneur        |                       |
| Compétition              | Vainqueur             |
| Tournoi Apertura 2009 II | Deportivo Árabe Unido |

| Qualifications continentales 2010-2011 |                       |
| Ligue des champions                    | Qualifiés             |
| Phase de groupes/Tour Préliminaire     | Deportivo Árabe Unido |

| Promotions et relégations           |       |
| Relégué en Liga Nacional de Ascenso | Aucun |
| Promu de Liga Nacional de Ascenso   | Aucun |

## Statistiques

### Buteurs
| Rang | Nom               | Équipe                   | Buts |
| 1    | Armando Polo      | Sporting San Miguelito   | 12   |
| 2    | Orlando Rodríguez | Deportivo Árabe Unido    | 10   |
| 2    | Luis Tejada       | Tauro FC                 | 10   |
| 2    | Johan de Avila    | Atlético Veragüense (en) | 10   |
| 5    | Edwin Aguilar     | Tauro FC                 | 9    |
| 6    | Luis Morales      | Sporting San Miguelito   | 8    |
| 7    | 4 joueurs         | 4 joueurs                | 7    |